# Tōkyō Kokusai Anime Fair
Die Tōkyō Kokusai Anime Fair (jap. 東京国際アニメフェア, Tōkyō Kokusai Anime Fea), abgekürzt TAF, auch als Tokyo International Anime Fair bekannt, war von 2002 bis 2013 eine der größten Messen für Anime in Japan. Die erste Messe wurde 2002 als Tōkyō Kokusai Anime Fair 21 veranstaltet.
Vorsitzender war der Gouverneur von Tokio, Shintarō Ishihara. Veranstaltungsort war der Tokyo Big Sight in Kōtō. Die Messe wurde immer an vier Tagen am Ende des Monats März abgehalten. An den ersten beiden Tagen, welche immer Wochentage sind, war die Messe für den normalen Besucher nicht zugänglich. Sie wurde erst am Wochenende für das Publikum geöffnet. Bei der Messe 2007 waren 270 Aussteller (davon 55 ausländische) anwesend und man zählte 107.713 Besucher. Im Jahr 2008 zählte man 126.622, 2009 laut Eigenangabe 129.819 Besucher, was einen neuen Rekord darstellte.
Im Dezember 2010 kündigten zehn Verlage an, aus Protest an einem von Ishihara vorgelegten Gesetzesentwurf die Messe im Jahr 2011 zu boykottieren. Dabei handelt es sich um Kadokawa Shoten, Shūeisha, Shōgakukan, Kōdansha, Akita Shoten, Hakusensha, Shōnen Gahōsha, Shinchosha, Futabasha und Leed Publishing. Als Parallelveranstaltung gegen die Tōkyō Kokusai Anime Fair wurde die Anime Contents Expo aus der Taufe gehoben, die zur gleichen Zeit Ende März 2011 in der Makuhari Messe in Chiba stattfinden sollte. Wegen des Tōhoku-Erdbeben 2011 wurden jedoch beide Veranstaltungen kurzfristig abgesagt.
Nachdem 2012 und 2013 beide Messen parallel abgehalten wurden, wurden sie 2014 zu AnimeJapan verschmolzen.
Bei der Messe wurden sowohl einheimische als auch ausländische Produktionen präsentiert und außerdem die Tōkyō Anime Awards (東京アニメアワード, tōkyō anime awādo) verliehen. Seit 2005 wurden darüber hinaus unabhängig von der Messe die Awards of Merit verliehen.

## Tōkyō Anime Awards
Die Tōkyō Anime Awards wurden seit dem Jahr 2002 jährlich vergeben. Dabei werden von den Veranstaltern selbst Werke nominiert (ノミネート作品, nominēto sakuhin), die aus der Masse der animierten Serien und Filme herausstechen sollen und im vorherigen Jahr im Fernsehen gezeigt oder auf einem Medium verkauft wurden. Auch selbstständige Zusendungen (公募作品, kōbo sakuhin) werden mit aufgenommen, um, nach Angaben der Veranstalter, die jungen Talente der ganzen Welt zu fördern.
Die Werke werden dabei von einer Jury nach verschiedenen Kriterien bewertet und es werden mehrere Preise verliehen, die bis zu einer Million Yen dotiert sind. Der Vorsitzende des Komitees ist der Gouverneur der Hauptstadtpräfektur Tokio Shintarō Ishihara.

### Preisträger

#### 2002
| Bemerkenswerte             |                                                           |
| Fernsehserien:             | Inu Yasha, DoReMi, Hikaru no Go, Fruits Basket, One Piece |
| Filme:                     | Arite-hime, Chihiros Reise ins Zauberland, Metropolis     |
| Original Video Animations: | Anime Seisaku Shinkō Kuromi-chan                          |

| Beste Regie:                 | Akitaro Daichi, Hayao Miyazaki |
| Bestes Drehbuch:             | Takashi Yamada, Hayao Miyazaki |
| Beste künstlerische Leitung: | Yūji Ikeda, Yoji Takeshige     |
| Bestes Character-Design:     | Masaaki Sudō, Hayao Miyazaki   |
| Bester Synchronsprecher:     | Kurumi Mamiya, Rumi Hiiragi    |
| Beste Musik:                 | Kōhei Tanaka, Joe Hisaishi     |

#### 2003
| Beste Fernsehserie:             | Hanada Shonen-shi                                                                    |
| Bester Film:                    | Sennen Joyū                                                                          |
| Beste Original Video Animation: | Yukikaze                                                                             |
| Bester ausländischer Film:      | Die Monster AG                                                                       |
| Bemerkenswerte                  |                                                                                      |
| Fernsehserien:                  | Inu Yasha, Overman King Gainer                                                       |
| Filme:                          | Das Königreich der Katzen, Crayon Shin-chan: Arashi o Yobu Appare! Sengoku Daikassen |
| Original Video Animations:      | Lupin III – Return of Pycal, Jojo no Kimyō na Bōken                                  |
| ausländische Filme:             | Atlantis – Das Geheimnis der verlorenen Stadt, Ice Age                               |

| Beste Regie:                 | Keiichi Hara für Crayon Shin-chan: Arashi o Yobu Appare! Sengoku Daikassen |
| Bestes Drehbuch:             | Ichiro Okouchi für Overman King Gainer                                     |
| Beste künstlerische Leitung: | Nobutaka Ike für Millennium Actress                                        |
| Bestes Character-Design:     | Kōsuke Fujishima für Sakura Taisen                                         |
| Bester Synchronsprecher:     | Kappei Yamaguchi für Inu Yasha in Inu Yasha                                |
| Beste Musik:                 | Yōko Kanno für Ghost in the Shell: Stand Alone Complex                     |

#### 2004
| Bemerkenswerte             |                                             |
| Fernsehserien:             | Astro Boy, Gundam Seed, Fullmetal Alchemist |
| Filme:                     | Tokyo Godfathers, Nasu – Andalusia no Natsu |
| Original Video Animations: | Animatrix, Macross Zero                     |
| ausländische Filme:        | Lilo & Stitch                               |

| Beste Regie:                 | Satoshi Kon für Tokyo Godfathers                  |
| Bestes Drehbuch:             | Shō Aikawa für Fullmetal Alchemist                |
| Beste künstlerische Leitung: | Nobutaka Ike für Tokyo Godfathers                 |
| Bestes Character-Design:     | Hisashi Hirai für Gundam Seed                     |
| Bester Synchronsprecher:     | Romi Paku für Edward Elric in Fullmetal Alchemist |
| Beste Musik:                 | Yōko Kanno                                        |

#### 2005
| Bemerkenswerte             |                                                    |
| Fernsehserien:             | Gankutsuō, Sergeant Frog, Pretty Cure              |
| Filme:                     | Ghost in the Shell 2: Innocence, Steamboy          |
| Original Video Animations: | Anime Seisaku Shinkō Kuromi-chan 2, Top o Nerae 2! |
| ausländische Filme:        | Findet Nemo                                        |

| Beste Regie:                 | Hayao Miyazaki für Das wandelnde Schloss            |
| Beste Handlung:              | Masamune Shirow für Ghost in the Shell 2: Innocence |
| Bestes Drehbuch:             | Mamoru Oshii für Ghost in the Shell 2: Innocence    |
| Beste künstlerische Leitung: | Shinji Kimura für Steamboy                          |
| Bestes Character-Design:     | Hiroyuki Okiura für Ghost in the Shell 2: Innocence |
| Bester Synchronsprecher:     | Chieko Baishō für Sophie in Das wandelnde Schloss   |
| Beste Musik:                 | Joe Hisaishi für Das wandelnde Schloss              |

#### 2006
| Bemerkenswerte             |                                          |
| Fernsehserien:             | Eureka Seven, Black Jack, Mushishi       |
| Filme:                     | Detektiv Conan – Intrige auf dem Pazifik |
| Original Video Animations: | Karas, Yukikaze                          |
| ausländische Filme:        | Die Unglaublichen – The Incredibles      |

| Beste Regie:                 | Yoshiyuki Tomino für Kidou Senshi Z Gundam -Hoshi wo Tsugu Mono- |
| Beste Handlung:              | Hiromu Arakawa für Fullmetal Alchemist                           |
| Bestes Drehbuch:             | Dai Satō für Eureka Seven                                        |
| Beste künstlerische Leitung: | Takeshi Waki für Mushishi                                        |
| Bestes Character-Design:     | Ken’ichi Yoshida für Eureka Seven                                |
| Bester Synchronsprecher:     | Akio Ōtsuka für Black Jack in Black Jack                         |
| Beste Musik:                 | Michiru Ōshima für Fullmetal Alchemist                           |

#### 2007
| Bemerkenswerte             |                                                                                   |
| Fernsehserien:             | Code Geass – Hangyaku no Lelouch, Die Melancholie der Haruhi Suzumiya, Death Note |
| Filme:                     | Paprika, Arashi no Yoru ni                                                        |
| Original Video Animations: | Top o Nerae 2!, Freedom                                                           |
| ausländische Filme:        | Cars                                                                              |

| Beste Regie:                 | Mamoru Hosoda für Das Mädchen, das durch die Zeit sprang              |
| Beste Handlung:              | Yasutaka Tsutsui für Paprika                                          |
| Bestes Drehbuch:             | Satoko Okudera für Das Mädchen, das durch die Zeit sprang             |
| Beste künstlerische Leitung: | Nizou Yamamoto für Das Mädchen, das durch die Zeit sprang             |
| Bestes Character-Design:     | Yoshiyuki Sadamoto für Das Mädchen, das durch die Zeit sprang         |
| Bester Synchronsprecher:     | Aya Hirano als Haruhi Suzumiya in Die Melancholie der Haruhi Suzumiya |
| Beste Musik:                 | Susumu Hirasawa für Paprika                                           |

#### 2008
| Bemerkenswerte             |                                        |
| Fernsehserien:             | Dennō Coil, Tengen Toppa Gurren-Lagann |
| Filme:                     | Kappa no Coo to Natsuyasumi            |
| Original Video Animations: | Nasu – Suitcase no Wataridori          |
| ausländische Filme:        | Ratatouille                            |

| Beste Regie:                 | Hideaki Anno für Evangelion Shin Gekijōban: Jo             |
| Beste Handlung:              | Taiyō Matsumoto für Tekkon Kinkreet                        |
| Bestes Drehbuch:             | Keiichi Hara für Kappa no Coo to Natsuyasumi               |
| Beste künstlerische Leitung: | Shinji Kimura für Tekkon Kinkreet                          |
| Bestes Character-Design:     | Atsushi Nishigori für Tengen Toppa Gurren-Lagann           |
| Bester Synchronsprecher:     | Mamoru Miyano als Setsuna F Seiei in Mobile Suit Gundam 00 |
| Beste Musik:                 | Yōko Kanno für Sōsei no Aquarion                           |

#### 2009
| Bemerkenswerte                                                       |
| Fernsehserien: Macross Frontier, Code Geass – Hangyaku no Lelouch R2 |
| Filme: Gake no Ue no Ponyo                                           |
| Original Video Animations: Detroit Metal City                        |
| ausländische Filme: Kung Fu Panda                                    |

| Beste Regie: Hayao Miyazaki für Gake no Ue no Ponyo                           |
| Beste Handlung: Hayao Miyazaki für Gake no Ue no Ponyo                        |
| Bestes Drehbuch: Ichirō Ōkouchi für Code Geass – Hangyaku no Lelouch R2       |
| Beste künstlerische Leitung: Noboru Yoshida für Gake no Ue no Ponyo           |
| Bestes Character-Design: Tetsuya Nishio für The Sky Crawlers                  |
| Bester Synchronsprecher: Jun Fukuyama für Code Geass – Hangyaku no Lelouch R2 |
| Beste Musik: Yōko Kanno für Macross Frontier                                  |

#### 2010
| Bemerkenswerte                                             |
| Fernsehserien: K-On!, Higashi no Eden                      |
| Filme: Summer Wars                                         |
| Original Video Animations: Eve no Jikan                    |
| ausländische Filme: WALL·E – Der Letzte räumt die Erde auf |

| Beste Regie: Mamoru Hosoda für Summer Wars                                   |
| Beste Handlung: Mamoru Hosoda für Summer Wars                                |
| Bestes Drehbuch: Satoko Okudera für Summer Wars                              |
| Beste künstlerische Leitung: Yōji Takeshige für Summer Wars                  |
| Bestes Character-Design: Yoshiyuki Sadamoto für Summer Wars                  |
| Bester Synchronsprecher: Hiroshi Kamiya als Koyomi Araragi in Bakemonogatari |
| Beste Musik: Shiro Sagisu für Evangelion Shin-Gekijōban: Ha                  |

#### 2011
| Bemerkenswerte                                        |
| Fernsehserien: K-On!!, Yojōhan Shinwa Taikei          |
| Filme: Karigurashi no Arrietty                        |
| Original Video Animations: Mobile Suit Gundam Unicorn |
| ausländische Filme: Toy Story 3                       |

| Beste Regie: Hiromasa Yonebayashi für Karigurashi no Arrietty                              |
| Bestes Drehbuch: Miho Maruo für Colorful                                                   |
| Beste künstlerische Leitung: Yōji Takeshige und Noboru Yoshida für Karigurashi no Arrietty |
| Bestes Character-Design: Yoshihiko Umakoshi für Heartcatch PreCure!                        |
| Bester Synchronsprecher: Aki Toyosaki als Yui Hirasawa in K-On!!                           |
| Beste Musik: Cécile Corbel für Karigurashi no Arrietty                                     |

#### 2012
| Bemerkenswerte                                           |
| Fernsehserien: Mahō Shōjo Madoka Magika, Tiger and Bunny |
| Filme: Der Mohnblumenberg                                |
| Original Video Animations: Mobile Suit Gundam Unicorn    |
| ausländische Filme: Rapunzel – Neu verföhnt              |

| Beste Regie: Akiyuki Shinbo für Mahō Shōjo Madoka Magika                                      |
| Bestes Drehbuch: Gen Urobuchi für Mahō Shōjo Madoka Magika                                    |
| Beste künstlerische Leitung: Takumi Tanji für Children Who Chase Lost Voices from Deep Below  |
| Bestes Character-Design: Masakazu Katsura für Tiger and Bunny                                 |
| Bester Synchronsprecher: Hiroaki Hirata als Kotetsu T. Kaburagi/Wild Tiger in Tiger and Bunny |
| Beste Musik: Satoshi Takebe für Der Mohnblumenberg                                            |

#### 2013
| Bemerkenswerte                                                                    |
| Fernsehserien: Sword Art Online, Kuroko no Basuke                                 |
| Filme: Ame & Yuki – Die Wolfskinder                                               |
| Original Video Animations: —                                                      |
| ausländische Filme: Die Abenteuer von Tim und Struppi – Das Geheimnis der Einhorn |

| Beste Regie: Mamoru Hosoda für Ame & Yuki – Die Wolfskinder                                    |
| Beste Handlung: Reki Kawahara für Sword Art Online                                             |
| Bestes Drehbuch: Satoko Okudera und Mamoru Hosoda für Ame & Yuki – Die Wolfskinder             |
| Beste künstlerische Leitung: Hiroshi Ōno für Ame & Yuki – Die Wolfskinder und Momo e no Tegami |
| Bestes Character-Design: Yoshiyuki Sadamoto für Ame & Yuki – Die Wolfskinder                   |
| Bester Synchronsprecher: Yūki Kaiji für Aquarion Evol und Accel World                          |
| Beste Musik: Yōko Kanno für Sakamichi no Apollon und Aquarion Evol                             |

#### 2014
| Bemerkenswerte                      |
| Fernsehserien: Attack on Titan      |
| Filme: Wie der Wind sich hebt       |
| Anime Fan Award: Danbōru Senki Wars |

| Beste Regie: Tetsuro Araki für Attack on Titan                   |
| Beste Handlung: Yasuko Kobayashi, Hayao Miyazaki, Reiko Yoshida  |
| Bester Animator: Kitaro Kōsaka für Wie der Wind sich hebt        |
| Beste künstlerische Leitung: Yōji Takeshige                      |
| Bestes Character-Design: Sushio für Aim for the Top 2!           |
| Bester Synchronsprecher: Hideaki Anno für Wie der Wind sich hebt |
| Beste Musik: Hiroyuki Sawano                                     |

#### 2015
| Bemerkenswerte                                        |
| Fernsehserien: Ping Pong: The Animation               |
| Filme: Die Eiskönigin – Völlig unverfroren            |
| Anime Fan Award: Tiger & Bunny The Movie -The Rising- |

| Beste Regie: Isao Takahata                                    |
| Beste Handlung: Jukki Hanada                                  |
| Bester Animator: Kumiko Takahashi, Nobutake Ito, Osamu Tanabe |
| Beste künstlerische Leitung: Kazuo Oga                        |
| Bestes Character-Design: Takahiro Kishida                     |
| Bester Synchronsprecher: Daisuke Ono, Kōki Uchiyama           |
| Beste Musik: Hiroyuki Sawano                                  |

#### 2016
| Bemerkenswerte                          |
| Fernsehserien: Shirobako                |
| Filme: Love Live! The School Idol Movie |
| Anime Fan Award: Gintama                |

| Beste Regie: Yoichi Fujita             |
| Beste Handlung: Shū Matsubara          |
| Bester Animator: Chikashi Kubota       |
| Bestes Character-Design: Naoyuki Asano |

#### 2017
| Bemerkenswerte                  |
| Fernsehserien: Yūri!!! On Ice   |
| Filme: A Silent Voice           |
| Anime Fan Award: Yūri!!! On Ice |

| Beste Regie: Makoto Shinkai         |
| Beste Handlung: Reiko Yoshida       |
| Bester Animator: Tadashi Hiramatsu  |
| Bestes Design: Shunichiro Yoshihara |
| Beste Performance: Hiroyuki Sawano  |

#### 2018
| Bemerkenswerte                     |
| Fernsehserien: Kemono Friends      |
| Filme: In this Corner of the World |
| Anime Fan Award: Yūri!!! On Ice    |

| Beste Regie: Tatsuki              |
| Beste Handlung: Kinoko Nasu       |
| Bester Animator: Takahiro Kishida |
| Bestes Design: Nobutaka Yoda      |
| Beste Performance: Yuki Kajiura   |

#### 2019
- Bemerkenswerte Fernsehserie: Zombie Land Saga
- Bemerkenswerter Film: Detektiv Conan – Zero der Vollstrecker
- Anime Fan Award: Detektiv Conan – Zero der Vollstrecker
- Beste Vorlage: Jukki Hanada
- Beste Regie: Yoshiaki Kyougoku
- Bester Animator: Hitomi Kariya
- Beste Performance: Mamoru Miyano

#### 2020
- Bemerkenswerte Fernsehserie: Demon Slayer
- Bemerkenswerter Film: Weathering With You
- Anime Fan Award: Uta no Prince Sama Maji Love Kingdom
- Beste Vorlage: Koyoharu Gotōge
- Beste Regie: Makoto Shinkai
- Bester Animator: Akira Matsushima
- Bestes Design: Mikiko Watanabe
- Beste Performance: Yuki Kajiura

#### 2021
- Bemerkenswerte Fernsehserie: Eizōken ni wa Te o Dasu na!
- Bemerkenswerter Film: Violet Evergarden und das Band der Freundschaft
- Anime Fan Award: Idolish7 Second Beat!
- Beste Vorlage: Reiko Yoshida
- Beste Regie: Haruo Sotozaki
- Bester Animator: Akira Matsushima
- Bestes Design: Mikiko Watanabe
- Beste Performance: Yuki Kajiura

#### 2022
- Bemerkenswerte Fernsehserie: Jujutsu Kaisen
- Bemerkenswerter Film: Evangelion: 3.0+1.01 – Thrice Upon a Time
- Anime Fan Award: Idolish7 Third Beat!
- Beste Vorlage: Hideaki Anno
- Beste Regie: Hideaki Anno
- Bester Animator: Akira Matsushima
- Bestes Design: Yuichi Terao
- Beste Performance: Yuki Kajiura

#### 2023
- Bemerkenswerte Fernsehserie: Spy×Family
- Bemerkenswerter Film: One Piece Film Red
- Anime Fan Award: Mechamato
- Beste Vorlage: Reiko Yoshida
- Beste Regie: Gorō Taniguchi
- Bester Animator: Yoshimichi Kameda
- Bestes Design: Koji Eto
- Beste Performance: Ado

#### 2024
- Bemerkenswerte Fernsehserie: Oshi no Ko
- Bemerkenswerter Film: The First Slam Dunk
- Anime Fan Award: Idolish7 the Movie LIVE 4bit Beyond The Period
- Beste Vorlage: Takehiko Inoue
- Beste Regie: Takehiko Inoue
- Bester Animator: Takeshi Honda
- Bestes Design: Daiki Nakazawa
- Beste Performance: Yoasobi

## Awards of Merit

### Preisträger

#### 2009
- Fujio Akatsuka
- Matsuo Ono
- Shichiro Kobayashi
- Kazuo Komatsubara
- Hiroshi Sasagawa
- Tatsuo Takai
- Fujiko Fujio A
- Takaharu Bessho
- Joji Yanami[7]

#### 2010
- Firmengründer: Yoshinori Kishimoto
- Produzent: Matsue Jinbo
- Regisseur: Isao Takahata
- Animator/Animationsleitung: Yōichi Kotabe, Reiko Okuyama
- Künstlerische Leitung: Isamu Tsuchida
- Tonleitung: Akira Yamazaki
- Synchronsprecher: Seizō Katō
- Schnitt: Masashi Furukawa[23]

#### 2011
- Produzent: Takeshi Ariga
- Autor: Shun’ichi Yukimuro
- Science-Fiction-Forscher: Takumi Shibano
- Regisseur: Tomoharu Katsumata
- Character Designer/Animationsleitung: Shingo Araki
- Künstlerische Leitung: Mataji Urata
- Toningenieur: Hiromi Kanbara
- Schnitt: Yutaka Chikura
- Synchronsprecher: Midori Katō, Ichirō Nagai, Miyoko Asō, Takako Sasuga[24]

#### 2012
- Produzent: Ippei Kuri
- Drehbuchautor: Haruya Yamazaki
- Regisseur: Osamu Dezaki
- Character Designer/Animationsleitung: Akio Sugino
- Künstlerische Leitung: Mitsuki Nakamura
- Kameramann: Jirō Yoshimura
- Toneffekte: Mitsuru Kashiwabara
- Komponist: Michiaki Watanabe
- Synchronsprecher: Masako Nozawa[25]

#### 2013
- Produzent: Kenji Yokoyama
- Autor: Tetsuya Chiba
- Drehbuchautor: Keisuke Fujikawa
- Regisseur: Noboru Ishiguro
- Animator: Yoshiyuki Hane
- Kameramann: Katsuji Misawa
- Tonleitung: Shigeharu Shiba
- Komponist: Shunsuke Kikuchi
- Synchronsprecher: Tōru Ōhira[11]

#### 2015
- Künstlerische Leitung: Masahiro Ioka
- Synchronsprecher: Hiroshi Ohtake
- Komponist: Nobuyoshi Koshibe
- Sänger: Isao Sasaki
- Produzent: Hisashichi Sano
- Animator: Sadao Tsukioka, Tadakatsu Yoshida
- Regisseur: Toshio Hirata
- Autor: Monkey Punch
- Drehbuchautor: Yoshitake Suzuki
- Tonleitung: Kan Mizumoto

#### 2016
- Regisseur und Charakterdesigner: Toyoo Ashida
- Tonleitung: Yasuo Urakami
- Synchronsprecher: Yoshiko Ohta
- Produzent: Tatsuo Shimamura
- Animator: Shinichi Suzuki
- Künstlerische Leitung: Kiyoshi Hashimoto
- Animator und Charakterdesigner: Norio Hikone
- Sänger: Ichiro Mizuki
- Autor: Shigeru Mizuki
- Drehbuchautor: Yoshiaki Yoshida

#### 2017
- Tonleitung: Susumu Aketagawa
- Regisseur: Hiroshi Ikeda
- Animationsregie: Yoshifumi Kondō
- Produzent: Sumio Gotōda
- Künstlerische Leitung: Tadanao Tsuji
- Animationsautor: Taku Furukawa
- Sängerin: Yoko Maekawa
- Synchronsprecherin: Eiko Masuyama
- Autor: Leiji Matsumoto
- Farbgestaltung: Michiyo Yasuda

#### 2018
- Sängerin: Kumiko Ohsugi
- Künstlerische Leitung: Shōhei Kawamoto
- Synchronsprecher: Kiyoshi Kobayashi
- Regisseur: Tsutomu Shibayama
- Regisseur: Gisaburō Sugii
- Animator: Masami Suda
- Produzent: Yoshio Takami
- Drehbuchautor: Hiroyuki Hoshiyama
- Tonleitung: Yasunori Honda
- Gründer: Kōichi Motohashi
- Geschichtsforscher: Yasushi Watanabe

#### 2019
(Quelle: )
- Charakterdesigner: Kunio Okawara
- Animator: Osamu Kobayashi
- Drehbuchautor: Akiyoshi Sakai
- Synchronsprecherin: Kazuko Sugiyama
- Produzent: Shigehito Takahashi
- Kameraführung: Hirokata Takahashi
- Regisseur: Hisayuki Toriumi
- Animator: Tsuneo Ninomiya
- Drehbuchautor: Kazuo Fukuzawa
- Sänger: Mitsuko Horie

#### 2020
(Quelle: )
- Animator: Kazuko Nakamura
- Produzent: Shōji Satō, Junzō Nakajima
- Drehbuchautor: Takeshi Shudō
- Kameraführung: Hisao Shirai
- Farbdesign: Akiko Koyama
- Komponist: Michio Mamiya
- Synchronsprecherin: Masako Ikeda
- Filmausrüstung: Seiki

#### 2021
(Quelle: )
- Produzent: Toshio Suzuki
- Mangaka: Momoko Sakura
- Regisseur: Yoshiyuki Taomino
- Drehbuchautor: Takao Koyama
- Animator: Toshitsugu Saida
- Editor: Takeshi Seyama
- Sängerin: Kayo Ishū
- Synchronsprecher: Michio Hazama

#### 2022
(Quelle: )
- Festivaldirektorin, Autorin, Produzentin: Sayoko Kinoshita
- Regisseur, Produzent: Kōzō Morishita
- Mangaka: Noboru Kawasaki
- Animator: Sadao Miyamoto
- Puppenmacherin: Sumiko Hosaka
- Sängerin, Illustratorin: Ado Mizumori
- Synchronsprecher: Shōzō Iizuka

#### 2023
(Quelle: )
- Produzent: Tōru Hara
- Drehbuchautor: Yoshio Urasawa
- Animator: Akihiro Kanayama
- Mechanical Designer: Kazutaka Miyazake
- Kameraführung, Regisseur: Iwao Yamazaki
- Toneffekte: Shizuo Kurahashi
- Synchronsprecher: Motomu Kiyokawa

#### 2024
(Quelle: )
- Produzent: Shunzō Katō
- Mangaka: Akira Toriyama
- Drehbuchautor: Sukehiro Tomita
- Regisseur, Drehbuchautor: Ryōsuke Takahashi
- Animator: Shūichi Seki
- Komponist: Yuji Ohno
- Synchronsprecher: Toshio Furukawa
- Repräsentant des Herstellers von Duplo System: Chikara Yamamoto

## Titelmusik
Titelmusik der Veranstaltung waren:
- 2010: Happy place von Eri-Yuka (Eri Kitamura & Yuka Iguchi)
- 2012: TAF na Sora e!!! (タフな空へ!!!) von Nioh
- 2013: Kimi ni Todoke (姫に届け) von Ars-Magna